# 히가시쿠사노촌
히가시쿠사노촌(東草野村)은 일본 시가현 히가시아자이군에 설치되었던 촌이다. 현재의 마이바라시의 북단에 해당한다.